# Reváň

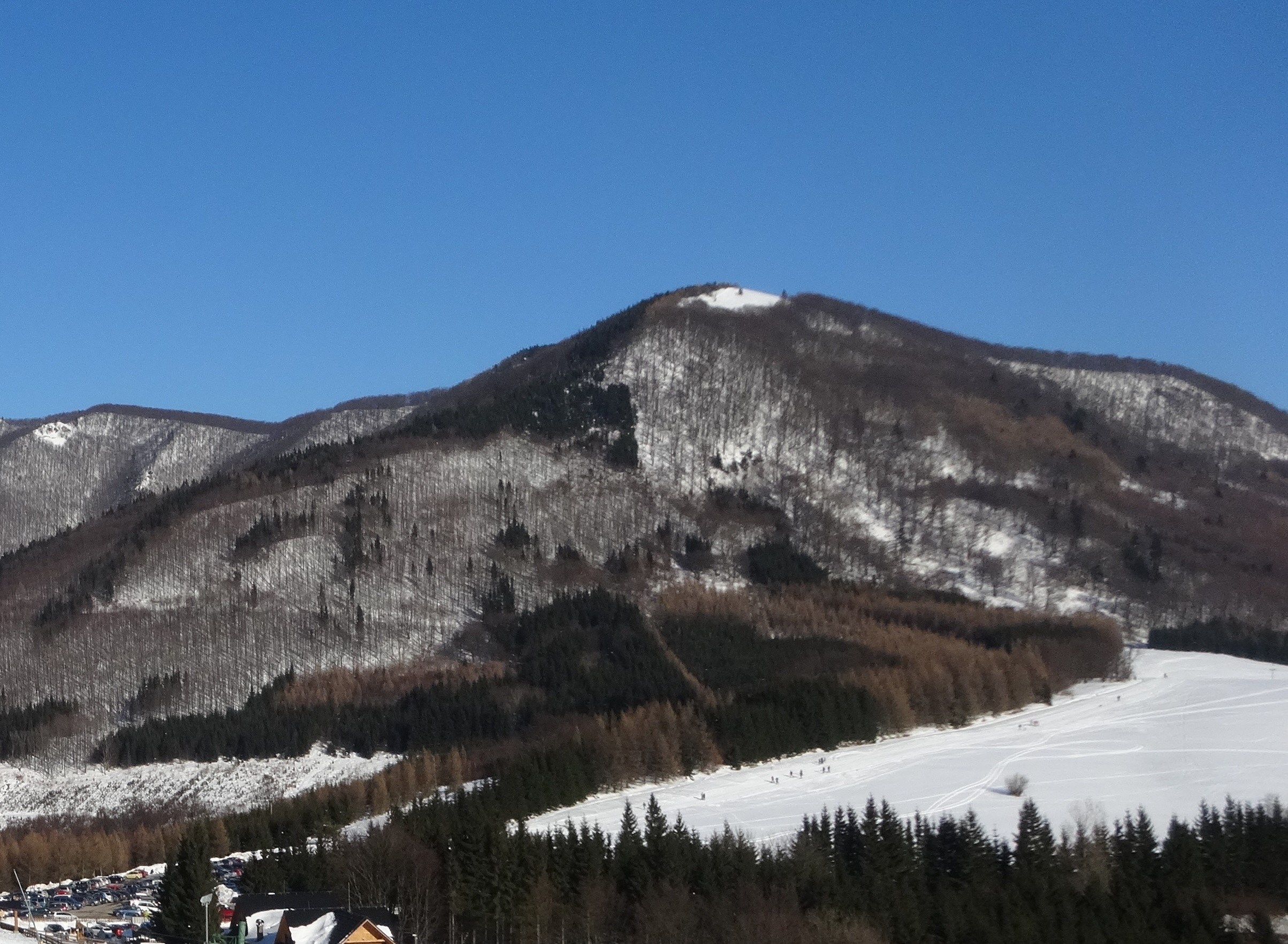
Reváň zimą, widziany znad Przełęczy Faczkowskiej

Reváň (1205 m n.p.m.) – ostatni (licząc w kierunku z północy na południe) szczyt w głównym grzbiecie Luczańskiej Małej Fatry na Słowacji.

## Położenie
Główny grzbiet fatrzański, biegnący z Kľaku (1352 m n.p.m.) w kierunku południowym, na szczycie Reváňa skręca ku zachodowi i stromo opada na Przełęcz Faczkowską (802 m n.p.m.). Od masywu Kľaku Reváň oddziela szeroka i płytka przełęcz – Reváňske sedlo (1184 m n.p.m.). Reváň jest szczytem zwornikowym. W kierunku południowo-wschodnim, a następnie wschodnim, biegnie od niego długi grzbiet ze szczytami Bukovec (1148 m n.p.m.), Vrania skala (1004 m n.p.m.) i Holice (980 m n.p.m.), który opada na Vrícke sedlo (686 m n.p.m.).
Od wschodu pod szczyt Reváňa podchodzi Dlhá dolina – górna część Doliny Klasztorskiej, zaś na wschodnich stokach Reváňa bierze początek jeden ze źródłowych potoków Vrícy. Północno-zachodnie stoki Reváňa opadają ku dolinie źródlisk Rajčanki. Na południowych stokach Reváňa, na wysokości 789 m n.p.m., znajduje się źródło Nitry.

## Charakterystyka
Trójróg Reváňa wieńczy wyraźny, choć łagodnie zaokrąglony wierzchołek. Wszystkie stoki góry są strome. Te opadające ku wschodowi i południu są słabo rozczłonkowane – w strefie przygrzbietowej pokrywa je ciąg polan, natomiast stoki północno-zachodnie, pocięte dolinkami źródłowych cieków Rajčianki (m.in. dolinka Ráztoka) są w całości zalesione.

## Turystyka
Przez szczyt Reváňa nie biegnie żaden znakowany szlak turystyczny. Tym niemniej jest on często odwiedzany jako dobry punkt widokowy z nieodległego (ok. 400 m) Reváňskego sedla. Wyprowadzająca nań wygodna ścieżka obniża się następnie wschodnim grzbietem góry i doprowadza do żółtych znaków, wiodących w stronę Przełęczy Faczkowskiej. Z podszczytowych polan opadających w kierunku wschodnim, ku dolinie Vrícy, rozciąga się widok na Długą dolinę, ciągnącą się w jej przedłużeniu Dolinę Klasztorską, fragment Kotliny Turczańskiej oraz wznoszący się poza nią łańcuch Wielkiej Fatry.